# Ippodromo Sesana
L'ippodromo Sesana è un ippodromo per il trotto situato a Montecatini Terme, a sud-ovest del centro cittadino.

## Storia
La storia dell'impianto risale al 1916, quando, sebbene la città fosse già sede di corse ippiche, vennero iniziati i lavori di edificazione. La gestione era affidata al suo ideatore, il barone Giuseppe Petrone e a Giuseppe Sesana, della Società nazionale corse di Milano che comprarono la terra dove fu edificato l'impianto dalla famiglia Pesi(detta anche dei Pesini)originaria del posto.
Fin dai primi anni l'ippodromo si impose sulla scena europea delle corse, passando nel 1934 nella proprietà del solo Sesana, che gli diede così il nome. Successivamente l'impianto, dotato nel frattempo di illuminazione per le gare in notturna, divenne proprietà dell'Ospedale Maggiore di Milano e poi del Gruppo Trenno.
Nel 1953 il gestore Carlo Zanasi iniziò la tradizione del Gran Premio Città di Montecatini, la principale corsa annuale disputata nell'impianto. Fu dopo il 1981 e il passaggio alla Società fiorentina corse cavalli che l'ippodromo Sesana subì importanti lavori di ristrutturazione.
La gestione dell'impianto è della società Trenno del gruppo SNAI.

## Caratteristiche
L'ippodromo ricopre un'area di 130.000 m² dei quali: 17.000 m² per la pista da corsa, 7.000 m² per la pista da allenamento, 31.000 m² di scuderie, 30.000 m² per il pubblico, ed il resto per attività varie.
L'ippodromo è composto da una pista da corsa lunga 804,5 metri e larga dai 17,30 metri della curva torrente Borra ai 20 metri della dirittura d'arrivo. La pista da allenamento è lunga 629,44 metri. Esistono nell'impianto 447 box.
La struttura dispone di 15 000 posti per il pubblico di cui 2 900 a sedere.